# 주시카고 퀘벡 정부 대표부
주시카고 퀘벡 정부 대표부(프랑스어: Délégation générale du Québec à Chicago, 영어: Quebec Government Office in Chicago)는 미국 시카고 노스미시간 대로 444번가 1110에 위치한 퀘벡 정부 대표부이다. 1969년에 정식 개관했으며 대표부 지위를 갖고 있다. 이 공관은 미국 노스다코타주, 사우스다코타주, 일리노이주, 인디애나주, 아이오와주, 캔자스주, 미시간주, 미네소타주, 미주리주, 네브래스카주, 오하이오주, 위스콘신주를 관할한다.
주시카고 퀘벡 정부 대표부는 문화, 예술, 교육 분야에서 캐나다 퀘벡주와 미국 노스다코타주, 사우스다코타주, 일리노이주, 인디애나주, 아이오와주, 캔자스주, 미시간주, 미네소타주, 미주리주, 네브래스카주, 오하이오주, 위스콘신주의 개인·기관과의 교류를 주선하며 퀘벡주와 이들 지역 간의 경제, 문화, 교육, 관광, 투자 활성화에 기여한다. 대표부는 미국에서 사업을 원하는 퀘벡주의 기업들과의 연락을 제공하고 이들 지역의 경제 환경과 최신 동향을 전달하는 역할을 수행한다. 그 외에 미국에서 상호 협력, 파트너 관계를 맺기 원하는 퀘벡주의 정부 부처, 관련 기관 및 단체를 지원한다.

## 같이 보기
- 퀘벡 정부 대표부